# Singdrossel

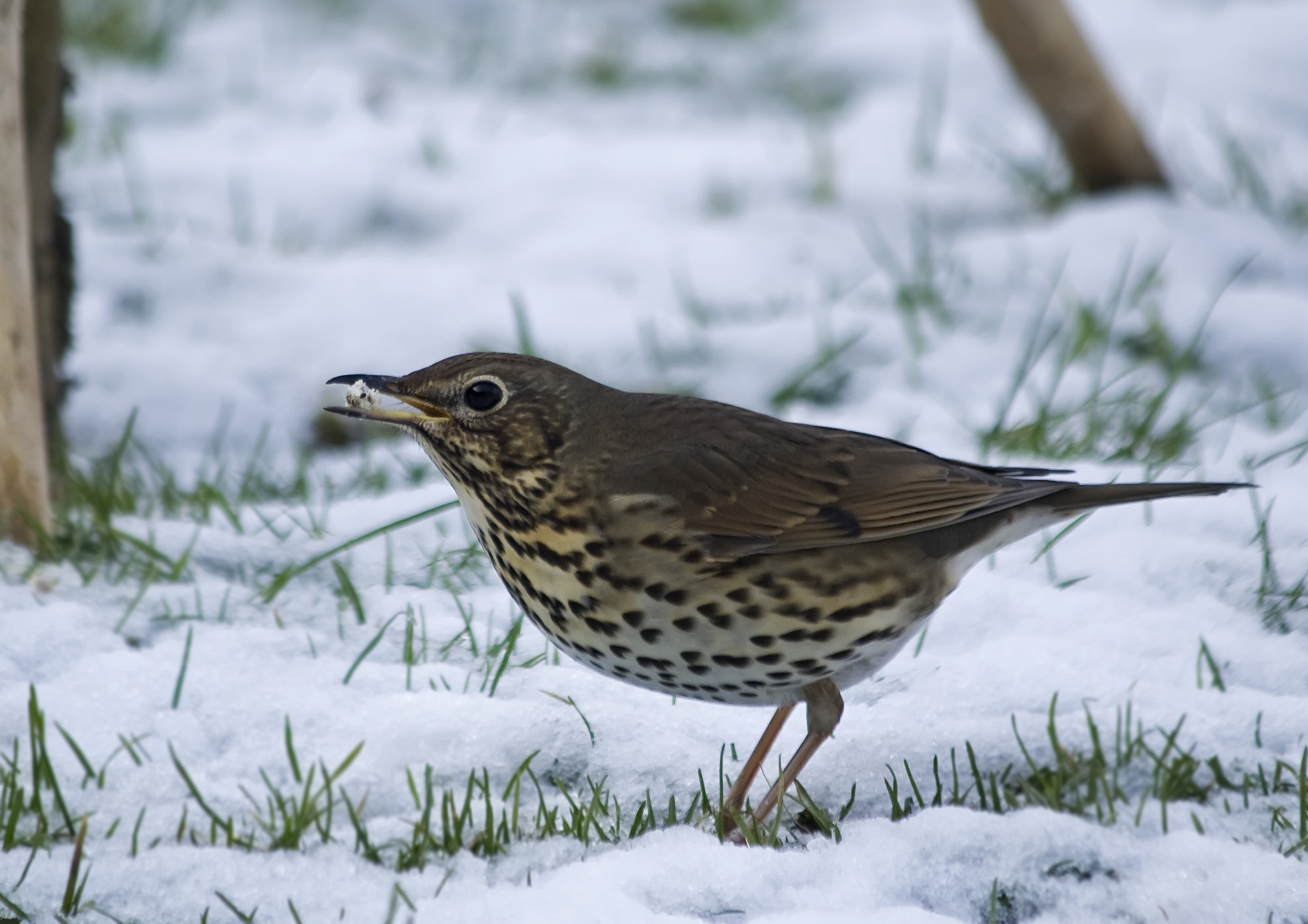
Singdrossel auf verschneitem Rasen

Die Singdrossel (Turdus philomelos) ist eine Vogelart, die zur Familie der Drosseln (Turdidae) und zur Ordnung der Sperlingsvögel (Passeriformes) gehört. Sie ist in der gemäßigten und der borealen Zone der westlichen und zentralen Paläarktis beheimatet und zählt dort zu den häufigen waldbewohnenden Arten. Europäische Vögel überwintern im westlichen Europa oder im Mittelmeerraum. Im Südosten Australiens und in Neuseeland wurde sie Mitte des 19. Jahrhunderts als Neubürger (Neozoon) eingeführt.

## Beschreibung

### Aussehen
Die Singdrossel ist mit 20–22 cm Körperlänge etwas kleiner als eine Amsel und wirkt zudem zierlicher und kurzschwänziger. Die Flügellänge beträgt durchschnittlich 80 mm. Das Durchschnittsgewicht liegt im Winter bei etwa 70 g, das Minimalgewicht zu Ende der Brutzeit bei 60 g. Wenn zur Zugzeit Fettdepots gebildet wurden, kann eine Singdrossel bis zu 90 g wiegen.
Der Oberkopf ist warm graubraun, es ist ein hellerer Überaugenstreif angedeutet, der meist jedoch nur im Bereich der Stirn deutlich abgesetzt wirkt. Die Zügel sind dunkelbraun und zeigen eine helle Sprenkelung. Die Ohrdecken sind hellbraun. Nacken, Halsseiten und vorderer Rücken sind warm braun, die übrige Oberseite ist graubraun bis olivbraun. Das Kinn und die vordere Kehle sind beige bis rahmfarben, die Vorderbrust und die Flanken sind mit einer gelblich braunen Färbung überhaucht, die fließend in das matte Weiß der hinteren Brust und des Bauches übergeht. Die Unterseite ist zudem mit schwarzbraunen Flecken gemustert, die auf Kinn und Kehle länglich und schmal sind und sich zu einem Bartstreif verdichten. Dieser ist durch einen ungemusterten, hellen Rand zum braunen Zügel hin abgesetzt. Zum Bauch hin werden die Flecken größer sowie rundlich fächerförmig und bilden angedeutete Reihen. Im Frühjahr können sie umgekehrt V-förmig beziehungsweise herzförmig aussehen. Zu den Flanken hin werden sie bisweilen heller, auf dem Unterbauch spärlicher. Die Steuer- und Flügelfedern sind zu einem großen Teil braun mit einer rötlich braunen, helleren Außenfahne. Die drei inneren Armschwingen sind oft undeutlich hell gesäumt. Die großen und mittleren Armdecken tragen einen hellen Spitzenfleck. Die Unterflügeldecken sind rostgelb und heben sich im Flug deutlich vom sonst eher graubraun bis grau wirkenden Unterflügel ab.
Das Auge ist dunkelbraun und trägt einen rahmfarbenen Ring. Der Schnabel ist schwarzbraun mit gelblichen Unterschnabelästen. Die Füße sind bei adulten Tieren gelbbraun bis bräunlich rosa, im Jugendkleid rosa-perlmuttfarben.
Ein Sexualdimorphismus ist nicht ausgeprägt. Lediglich die Durchschnittsmaße sind bei Männchen etwas größer.
Im Jugendkleid ist die Oberseite wärmer braun und zeigt eine intensiv zimtgelbe Fleckung auf Schultern und Rücken. Die Unterseite ist gelblicher als bei adulten Tieren, und die Fleckenzeichnung auf der Unterseite weniger kontrastreich.
Die Singdrossel kann mit der Misteldrossel verwechselt werden, die jedoch um ein Fünftel größer ist, eine tropfenförmig-runde, sehr grobe Fleckung der Unterseite aufweist und oberseits eher stumpf graubraun gefärbt ist. Der deutlich länger wirkende Schwanz zeigt an den Außenfedern weiße Spitzen und der Flug ist wellenförmig. Auch die Rotdrossel ist ähnlich, jedoch kleiner, zeigt kräftig fuchsrote Flanken und im Flug ebensolche Unterflügeldecken. Zudem ist die Unterseite eher streifig gefleckt und das Kopfmuster aus hellem Überaugenstreif und hellem Bartstreif sehr viel deutlicher.

### Stimme
Der Gesang der Singdrosselⓘ besteht aus meist mehrsilbigen, deutlich voneinander abgesetzten Elementen, die charakteristischerweise zwei- bis dreimal (manchmal auch öfter) wiederholt werden (z. B. tülip tülip tülip – tschidi-trü tschidi-trü tschidi-trü – didi didi didi). Zwischen diese Reihen werden auch einzelne, nicht wiederholte Roller oder Triller eingestreut. Das Repertoire an Einzelelementen ist recht groß und diese können sehr variabel sein. Sie können flötend, zwitschernd oder schnarrend sein. Insgesamt ist der Gesang meist recht melodisch, ihm fehlt aber die kehlig-flötende Charakteristik der Amsel. Er ist insgesamt meist etwas schriller und weniger „warm“. Bisweilen werden auch Stimmen anderer Arten in die Strophen eingebaut. Eine Singdrossel singt bisweilen bis zu 50 Minuten lang, meist wird aber ein solcher Dauergesang durch kurze Pausen, z. B. beim Ortswechsel, unterbrochen.
Der Balzgesang ist leiser und weniger flötend, man kann ihn meist nur vernehmen, wenn man direkt unter dem Baum steht, auf dem das Männchen singt.
Der Lock- und Flugruf ist ein kurzes, hohes zit oder zip, das hin und wieder auch zweistimmig gezogen sein kann. Dieser Ruf ist besonders häufig im Herbst von ziehenden Exemplaren zu hören. Ebenso auf dem Zug wird ein hohes, gezogenes siit geäußert, ähnlich dem Zugruf der Rotdrossel.
Der Erregungsruf ist ein kurzes djück oder djück-djück, das bei starker Erregung in ein heftiges Zetern übergehen kann. Es ist dem der Amsel ähnlich, jedoch meist höher und schriller, tschik-tschik oder tscheck-tscheck-tscheck-tscheck …

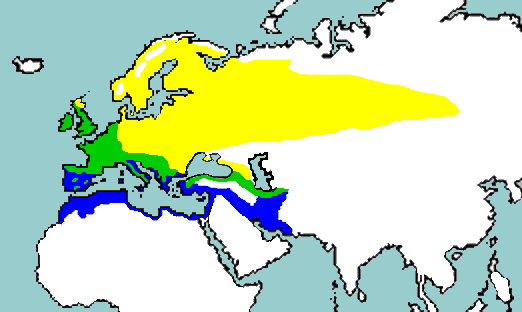
Verbreitung der Singdrossel:
Brutgebiete
Ganzjähriges Vorkommen
Überwinterungsgebiete

## Verbreitung
Die Singdrossel ist in der West- und Zentralpaläarktis beheimatet, wo sie die gemäßigte und die boreale Zone bewohnt. Sie kommt – mit Ausnahme von Island und den südlichen Mittelmeerregionen – in ganz Europa vor. Im Osten erstreckt sich ihr Vorkommen bis zum Baikalsee. Im westlichen Teil ihrer Verbreitung reicht diese von 40° bis 70° N, im östlichen Teil von 50 bis 65°. Zudem besiedelt sie einen Streifen, der durch die nördliche Türkei nach Transkaukasien und südlich des Kaspischen Meeres bis in den Iran reicht.
Im Südosten Australiens und in Neuseeland wurde sie Mitte des 19. Jahrhunderts eingeführt und ist in Neuseeland sowie den umliegenden Inseln weitverbreitet. In Australien beschränkt sich ihr Vorkommen trotz weiterer Einbürgerungsversuche auf die Umgegend von Melbourne.

## Wanderungen

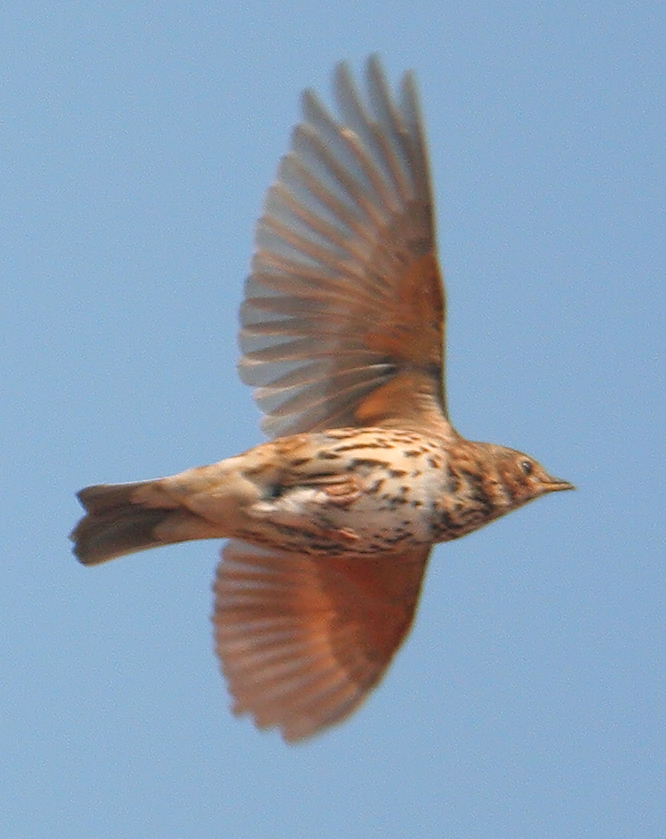
Ziehende Singdrossel

Die Singdrossel ist größtenteils ein Zugvogel, der nach Südwesten und Westen in die überwiegend mediterranen Winterquartiere zieht. Die Überwinterungsgebiete der meisten europäischen Populationen liegen vorwiegend westlich und südlich der 2,5 °C-Januar-Isotherme also im Südwesten Frankreichs, auf der Iberischen, der Apennin- und der Balkanhalbinsel, in Nordafrika, Kleinasien und im Nahen Osten. Sibirische Vögel überwintern vermutlich in Mesopotamien, im Iran und Oman, im westlichen Saudi-Arabien und ausnahmsweise östlich bis Pakistan.
Es scheint die Tendenz zum Überspringzug zu geben: Je weiter nordöstlich die Brutgebiete einer Population liegen, desto weiter zieht diese. Nordische Vögel ziehen zum Teil sehr weit und überwintern auf der iberischen Halbinsel, die Populationen der Britischen Inseln, im atlantisch beeinflussten Westeuropa und eventuell bis in den südlichen Nordseeraum sind hingegen zum Teil Standvögel oder wandern nur kurze Strecken.
Der Wegzug beginnt in weiten Teilen des Brutgebiets zögerlich im August, erreicht frühestens Ende September, meist aber gegen die zweite Oktoberdekade hin seinen Höhepunkt und ist meist im November abgeschlossen. Er ist oft besonders nachts gut an den Flugrufen der ziehenden Vögel festzustellen. Winterbeobachtungen sind in Mitteleuropa besonders in milden Wintern nicht ungewöhnlich, die Zahl der Überwinterungsversuche nimmt zu. Der Heimzug beginnt meist Ende Januar/Anfang Februar und erreicht seinen Höhepunkt im März. Die Vögel ziehen in kleineren Trupps und es kann sich ergeben, dass auf dem Durchzug regelrechter „Chorgesang“ zu vernehmen ist. Der Zug kann sich bis Ende April ausdehnen und ist spätestens im Mai abgeschlossen.

## Geografische Variation
- Turdus philomelos philomelos C. L. Brehm, 1831 – Europa (außer im Westen), Nördliche Türkei, Transkaukasien und Nordiran
- Turdus philomelos clarkei Hartert, 1909 – Westeuropa
- Turdus philomelos hebridensis W. E. Clarke, 1913 – Westschottland, Äußere Hebriden, Isle of Skye und Westirland.
- Turdus philomelos nataliae Buturlin, 1929 – West- und Mittelsibirien

Die Populationen in Australien und Neuseeland stammen höchstwahrscheinlich von clarkei ab und weisen auch heute noch große Ähnlichkeit mit dieser Unterart auf.

## Lebensraum
Die Singdrossel besiedelt eine Vielzahl von Waldtypen, zeigt allerdings eine Vorliebe für Nadelbäume, viel und dichten Unterwuchs, Schatten und hohe Feuchtigkeit. Im Gegensatz zu anderen Drosselarten ist sie nicht auf Waldrandhabitate oder freie Flächen zur Nahrungssuche angewiesen. Besonders gern nimmt sie Fichtenjungwuchs als Nistgelegenheit an.
In den Alpen und den Mittelgebirgen ist sie besonders in Waldbeständen mit Fichten und Weißtannen anzutreffen. Dies können reine Nadelwälder aber auch Mischwälder mit Fichteneinstreuungen und -unterwuchs sein. Im reinen Laubwald ist sie meist seltener.
Im Tiefland kommt sie außer in unterholzfreien Buchenalthölzern und ähnlichen Lebensräumen in allen Waldformen vor. Bevorzugt werden aber junge Fichtenaufforstungen und feuchte, unterholzreiche Habitate wie Au- oder Moorwälder. Zudem tritt sie hier auch in kleinteiligeren Habitaten wie Wacholderheiden, Feldgehölzen, Pappelreihen mit Unterwuchs und ähnlichem auf. Seit Anfang des 20. Jahrhunderts dringt sie auch vermehrt in urbane Lebensräume wie Gartensiedlungen, Parks oder Friedhöfe vor.
Im Norden und in der Höhenverbreitung wird das Vorkommen der Singdrossel durch Fehlen bevorzugter Waldformen begrenzt, so reicht ihr Vorkommen in Fennoskandien bis an die Birkenzone. Im Süden begrenzt die zunehmende Trockenheit der Habitate ihre Verbreitung. Ihre Verbreitung ist dort oft auf Gebirgszüge beschränkt.

## Siedlungsdichte
Der Raumbedarf der Singdrossel kann je nach Lebensraum zwischen 0,16 in der mitteleuropäischen Kulturlandschaft und 2,8 ha und mehr im kargen Kiefernwald Skandinaviens liegen. Da Drosseln sich zur Brutzeit recht unauffällig verhalten, werden die Bestände bei Siedlungsdichteuntersuchungen oft unterschätzt. In Parks und Gärten liegt die Siedlungsdichte gewöhnlich etwa zwischen 2 und 3 Brutpaaren pro 10 ha, in Wäldern zwischen 4 und 6 Bp./10 ha. An feuchten Standorten wie Auwäldern und Brüchen findet man mit 8–10 Bp./10 ha oft auch höhere Dichten. Besonders hohe Werte wurden mit 15 Bp./10 ha in alten Kiefernbeständen mit eingesprengten Laubhölzern oder reifen Eichen-Hainbuchenwäldern sowie bis 34 Bp./10 ha in alten Fichtenbeständen festgestellt.

## Ernährung und Lebensweise
Wie die Amsel jagt die Singdrossel ihre Nahrung auf dem Boden. Sie bewegt sich dabei sehr schnell und bleibt dann ruckartig stehen. Singdrosseln ernähren sich von Regenwürmern, Insekten oder auch Beeren, fressen aber sehr wahrscheinlich nicht die Früchte der Misteln. Des Weiteren stellen Schnecken eine wichtige Nahrungsquelle dar. Hier bevorzugt sie Bänderschnecken, deren Gehäuse sie auf einem Stein – der Drosselschmiede – zerschmettert, um an das Schneckenfleisch zu gelangen.

## Brut

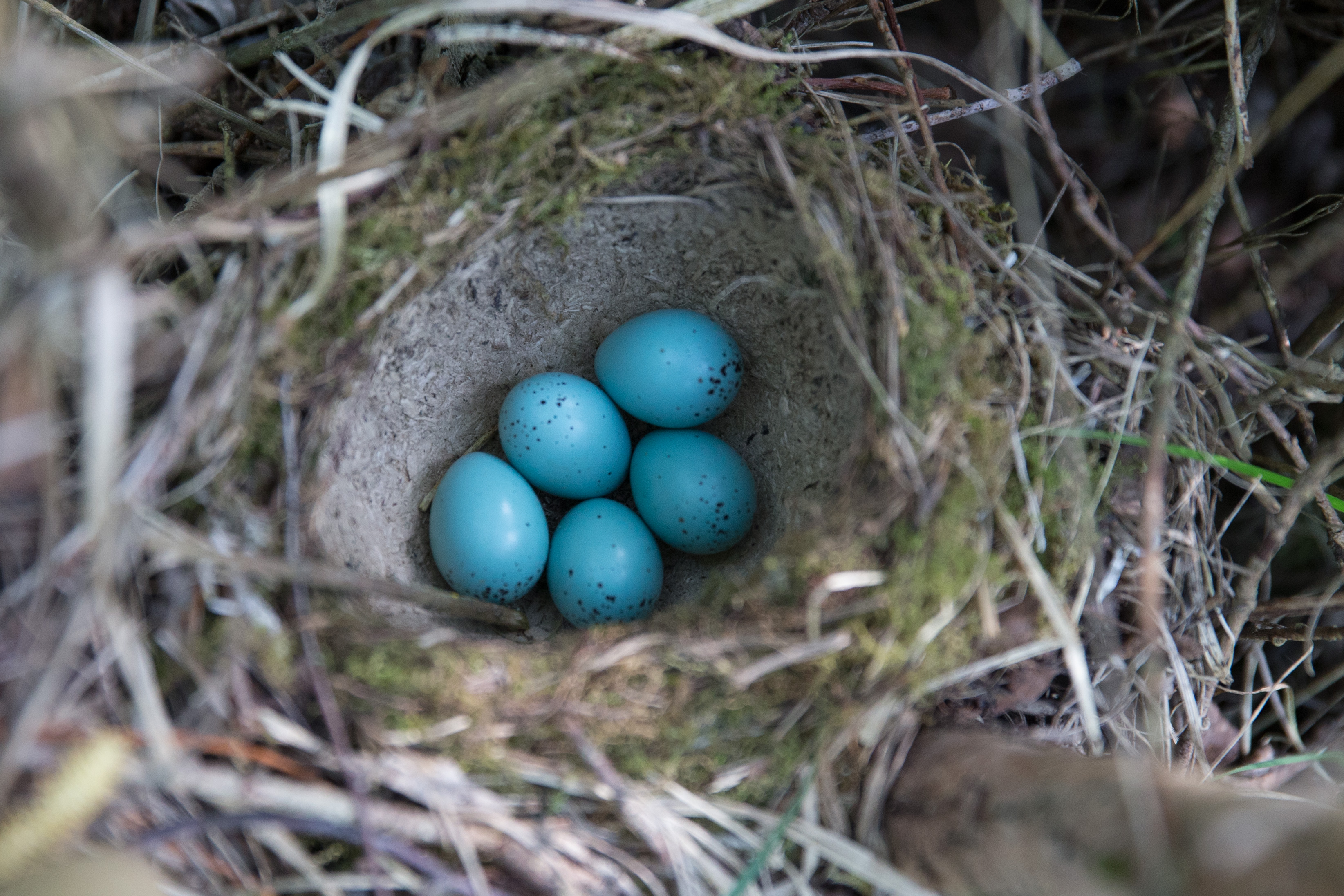
Gelege

In der Zeit von April bis Juli werden zwei Bruten von der Singdrossel aufgezogen. Sie brütet in einem stabilen Nest aus Gras und Laub in Astgabeln von Laub- und Nadelbäumen. Die Mulde des Nestes wird aus feuchtem Holzmulm gefertigt. Die Eier der Singdrossel haben eine himmelblaue Färbung. Die Brutdauer beträgt 12 bis 14 Tage.

## Alter
Das höchste Alter einer Singdrossel, das durch die Beringung eines Tieres bekannt wurde, beläuft sich auf 18 Jahre und sechs Monate.